# Into the Infernal Regions of the Ancient Cult
Into the Infernal Regions of the Ancient Cult è il primo album del gruppo musicale black metal colombiano Inquisition, pubblicato nel 1998.

## Tracce
1. Unholy Magic Attack – 05:49
2. Those of the Night – 05:30
3. The Initiation – 05:33
4. Empire of Luciferian Race – 06:16
5. Summoned by Ancient Wizards Under a Black Moon – 09:14
6. Journey to Infernukeorreka – 04:46
7. Into the Infernal Regions of the Ancient Cult – 05:21
8. Mighty Wargod of the Templars (Hail Baphomet) – 06:19
9. Solitary Death in Nocturnal Woodlands – 09:04
10. Hail the Cult – 08:14

## Formazione
- Dagon - voce, chitarra
- Debandt - basso
- Incubus - batteria